# 布宜學
布宜學（英語：William Buick；1988年7月22日—），是挪威出生並在丹麥長大的騎師，擁有丹麥和英國國籍。

## 簡歷
布宜學是挪威騎師，他出身自賽馬世家，其父親是騎師，母親則是馬術騎師。布宜學於15歲開始習騎，並投身著名練馬師包義定門下。2006年9月，他勝出從騎以來首場頭馬，並於翌年6月便在皇家雅士谷賽期贏得頭馬。
布宜學於2008年度馬季勝出50場頭馬，成為英國冠軍見習騎師。他從騎以來，在世界不同地方，如英國、愛爾蘭、法國、德國、意大利、美國、加拿大、杜拜、香港、日本等地均贏得不少重要大賽。2016年起，布宜學取代杜俊誠成為高多芬首席騎師。
2018年6月2日，布宜學於葉森馬場策騎藍營高多芬集團旗下、由練馬師艾柏賓訓練的「藍綠彩石」出戰葉森打吡大賽，座騎在他胯下於最後四百米才開始力騎，最終以超過一個馬位之差勝出，以半冷門身份為他首次攻下葉森打吡大賽。
2018年11月18日，布宜學於日本京都競馬場憑策騎「絕嶺之峽」攻下一級賽一哩冠軍賽，個人在日本首度勝出一級賽。
2022年度馬季，布宜學勝出157場頭馬，以66場之大幅度差距擊敗次席的杜苑欣，個人首度登上英國冠軍騎師寶座。

## 在港主要策騎事跡
2018年4月29日，布宜學於冠軍賽馬日到港客串，原本布宜學只在主席短途獎策騎「蔚藍海角」一匹座騎，但隨著莫雷拉棄騎告東尼馬房的「巴基之星」、蘇兆輝因航班問題而決定放棄來港，以及麥維凱突然因耳部感染而未能來港下，令布宜學得以在同日於沙田馬場女皇盃場次策騎「巴基之星」上陣。是戰座騎在他胯下一改過往漏閘，甚至不願展步的陋習，甫出閘便順利在守住內欄第三位，直路中段「巴基之星」已經脫穎而出，最終座騎在他稍作鞭策下，便以三個馬位之差輕取「大雄圖」及「鷹雄」，為布宜學贏得在港首場頭馬外，更為他首次在港攻下一級賽錦標。  
2018年12月9日，布宜學再次來港參加香港國際賽事，他於香港瓶策騎「巴基之星」，於香港一哩錦標策騎「強擊」及於香港盃策騎「善得福」。除了於香港一哩錦標奪得亞軍， 其餘賽事皆落第。他更因於香港瓶策騎「巴基之星」在距離終點約四百五十米處時，在尚未帶離「樹林之靈」之際以銳角將坐騎向外移出，導致該駒及居「樹林之靈」外側的「紅翠」均大力勒避。他因此承認一項不顧後果策騎，被判罰停賽十二個香港賽馬日。

## 主要勝出賽事
英國
- 聖烈治錦標 - (3) - 北極宇宙 (2010)、蒙面奇俠 (2011)、颶風萊茵（英语：Hurricane Lane (horse)） (2021)

- 中央公園錦標（英语：Middle Park Stakes） - (3) - Dream Ahead (2010)、迷人暇想 (2014)、光中見影 (2024)

- 短途盃錦標（英语：Haydock Sprint Cup） - (1) -  Dream Ahead (2011)

- 英皇錦標 - (2) - 天賜寶駒 (2011)、雅大爺 (2021)

- 楠索普錦標（英语：Nunthorpe Stakes）- (1) - 繡球花（英语：Ortensia (horse)） (2012)

- 加冕錦標 - (1) - 為你傾心 (2012)

- 日蝕大賽 - (3) - 天賜寶駒 (2012)、鷹爪刀（英语：Hawkbill） (2016)、既成事實（英语：Ghaiyyath） (2020)

- 法爾曼斯錦標（英语：Falmouth Stakes） - (1) - 魔幻女郎 (2013)

- 約克郡橡樹大賽（英语：Yorkshire Oaks） - (1) - 朦朧美態（英语：The Fugue） (2013)

- 蘭秀錦標（英语：Nassau Stakes） - (3) -  永勝利 (2013)、青葡萄(2014)、狂野幻象 (2018)

- 威爾斯親王錦標 - (2) - 朦朧美態（英语：The Fugue） (2014)、監察官 (2025)

- 奇發里園錦標（英语：Cheveley Park Stakes） -  (2) - Lumiere (2015)、動物園 (2022)

- 女皇安妮錦標 - (1) - 列卓斯特（英语：Ribchester (horse)） (2017)

- 樂景傑錦標（英语：Lockinge Stakes） - (2) - 列卓斯特（英语：Ribchester (horse)） (2017)、現代遊戲（英语：Modern Games） (2023)

- 葉森打吡大賽 - (1) - 藍綠彩石（英语：Masar (horse)） (2018)

- 皇席錦標 - (1) - 蔚藍海角（英语：Blue Point (horse)） (2018)

- 杜何斯特錦標（英语：Dewhurst Stakes） - (3) - 呂宋火山（英语：Pinatubo (horse)） (2019)、原野步道（英语：Native Trail） (2021)、光中見影 (2024)

- 加冕盃（英语：Coronation Cup） - (1) - 既成事實（英语：Ghaiyyath） (2020)

- 英國國際錦標 - (2) - 既成事實（英语：Ghaiyyath） (2020)、監察官 (2025)

- 英國冠軍雌馬錦標（英语：British Champions Fillies and Mares Stakes） - (2) - 歡暢今宵（英语：Wonderful Tonight (horse)） (2020)、幻夢逸想 (2024)

- 英國冠軍短途錦標（英语：British Champions Sprint Stakes） - (1) - 創作力量 (2021)

- 太陽戰車錦標（英语：Sun Chariot Stakes） - (1) - 嬌紅灘（英语：Saffron Beach） (2021)

- 聖詹姆士皇宮錦標 - (1) - 奪標先驅（英语：Coroebus (horse)） (2022)

- 威騰未來錦標（英语：Vertem Futurity Trophy） - (1) - 古智慧 (2023)

- 英國二千堅尼 - (2) - 名演說 (2024)、法庭裁定 (2025)

- 薩塞克斯錦標（英语：Sussex Stakes） - (1) - 名演說 (2024)

- 雌馬一哩賽（英语：Fillies' Mile） - (1) - Desert Flower (2024)

- 英國一千堅尼 - (1) - Desert Flower (2025)

- 雅士谷金盃 - (1) - 漁利盡收 (2025)

- 約克市錦標（英语：City of York Stakes）  - (3) - 食夢精靈 (2009)、拜倫勳爵 (2012)、太空藍調（英语：Space Blues） (2021)

- 英國冠軍長途盃（英语：British Champions Long Distance Cup） - (1) - 神秘之星 (2010)

- 克斯利錦標 -  (2) - 音樂大師（英语：Debussy (horse)） (2010) 、巨浪翻騰 (2015)

- 唐卡士打盃（英语：Doncaster Cup）  - (2) - Samuel (2010)、傳教團 (2020)

- 蘭開夏郡橡樹大賽（英语：Lancashire Oaks） - (1) - Gertrude Bell (2011)

- 達利亞錦標（英语：Dahlia Stakes） - (3) - 追夢客 (2011)、意志高（英语：Izzi Top） (2012)、駐軍遺跡 (2018)

- 英皇愛德華七世錦標（英语：King Edward VII Stakes） - (4) - Nathaniel (2011)、Eagle Top (2014)、二疊紀 (2017)、老波斯（英语：Old Persian (horse)） (2018)

- 約克郡金盃（英语：Yorkshire Cup (horse race)） - (3) - 鄧肯 (2011)、傳教團 (2021)、桀驁之戀（英语：Rebel's Romance） (2025)

- 倫斯度盃（英语：Lonsdale Cup） - (2) - Times Up (2012)、攻守有道 (2024)

- 獲狄嘉錦標（英语：Great Voltigeur Stakes） - (1) - 發人深省 (2012)

- 米德爾頓錦標（英语：Middleton Stakes） - (1) - 意志高（英语：Izzi Top） (2012)

- 劍橋公爵錦標（英语：Duke of Cambridge Stakes） - (3) - 常歡樂 (2012)、愛爭先 (2018)、嬌紅灘（英语：Saffron Beach） (2022)

- 英皇佐治錦標（英语：King George Stakes） - (2) - 繡球花（英语：Ortensia (horse)） (2012)、爽颯 (2021)

- 東帝錦標（英语：Dante Stakes） - (3) - 自由精英 (2013)、金號角（英语：Golden Horn (horse)） (2015)、颶風萊茵（英语：Hurricane Lane (horse)） (2021)

- 飛徹特斯錦標（英语：Flying Childers Stakes） - (1) - Beacon (2014)

- 高雲地利錦標 - (1) - 木偶 (2015)

- 香檳錦標（英语：Champagne Stakes (Great Britain)） - (1) - 不形於色 (2015)

- 沙丘園一哩賽（英语：Sandown Mile） - (1) - 托摩亞 (2016)

- 小玩意錦標（英语：Gimcrack Stakes） - (2) - 蔚藍海角（英语：Blue Point (horse)） (2016)、貴相 (2022)

- 利治蒙錦標（英语：Richmond Stakes） - (1) - Barraquero (2017)

- 莉莉雌馬錦標（英语：Lillie Langtry Stakes） - (2) - 無盡時 (2017)、歡暢今宵（英语：Wonderful Tonight (horse)） (2021)

- 超級錦標（英语：Superlative Stakes） - (5) - Quorto (2018) 、雄霸海上 (2020)、原野步道（英语：Native Trail） (2021)、Ancient Truth (2024)、Saba Desert (2025)

- 里諾斯錦標（英语：Lennox Stakes） - (1) - 太空藍調（英语：Space Blues） (2020)

- 七月錦標（英语：July Stakes） - (1) - 精妙攻略 (2020)

- 帕克山錦標（英语：Park Hill Stakes） - (1) - Pista (2020)

- 女皇瓶賽（英语：Queen's Vase） - (1) - 皮球競技 (2021)

- 公園錦標（英语：Park Stakes） - (1) -  壯麗前路 (2021)

- 夏域錦標（英语：Hardwicke Stakes） - (2) - 歡暢今宵（英语：Wonderful Tonight (horse)） (2021)、桀驁之戀（英语：Rebel's Romance） (2025)

- 挑戰錦標（英语：Challenge Stakes (Great Britain)）  - (2) - 愛星河 (2021)、彈跳玩具 (2022)

- 太子妃錦標（英语：Princess of Wales's Stakes） - (2) - 伊比爾族 (2022)、鬥牛悍將 (2025)

- 肯格福錦標（英语：Hungerford Stakes） - (1) - 小惡魔 (2022)

- 慶典一哩錦標（英语：Celebration Mile） - (1) - Jadoomi (2022)

- 英國賽馬會錦標（英语：Jockey Club Stakes） - (1) - 颶風萊茵（英语：Hurricane Lane (horse)） (2023)

- 神殿錦標（英语：Temple Stakes） - (2) - 演戲 (2023)、明麗兒 (2025)

- 約克公爵錦標（英语：Duke of York Stakes） - (1) - 磨坊川 (2024)

- 葡萄酒錦標（英语：Vintage Stakes） - (1) - 青森 (2024)

- 聖西蒙錦標（英语：St. Simon Stakes） - (1) - 珠寶世家 (2008)

- 巴林錦標（英语：Bahrain Trophy） - (5) - Donegal (2008)、Shantaram (2012)、Feel like Dancing (2013)、進堡路 (2023)、古智慧 (2024)

- 奧蒙特錦標（英语：Ormonde Stakes） - (1) - 珠寶世家 (2009)

- 公主錦標（英语：Princess Royal Stakes） - (3) - Spirit Of Dubai (2009) 、Gallipot (2012)、珍珠有恆 (2022)

- 大奧密錦標（英语：Diomed Stakes） - (3) - Bushman (2010)、格雷之威 (2013)、百回夢 (2018)

- 沙丘園經典預賽（英语：Sandown Classic Trial） - (3) - 奧之妙 (2010)、西方讚歌 (2014)、Arabian Crown (2024)

- 阿斯頓園錦標（英语：Aston Park Stakes） - (2) - Claremont (2010)、鷹爪刀（英语：Hawkbill） (2017)

- 慕絲多拉錦標（英语：Musidora Stakes） - (2) - Joviality (2011)、朦朧美態（英语：The Fugue） (2012)

- 奧爾巴尼錦標（英语：Albany Stakes (Great Britain)） - (1) - Newfangled (2012)

- 蘇拿里奧錦標（英语：Solario Stakes） - (1) - 明月高照 (2012)

- 薛夫頓伯爵錦標（英语：Earl of Sefton Stakes） - (5) - Questioning (2012)、法國海軍 (2015)、雄霸海上 (2022)、遠播威名 (2023、2024)

- 杜拜國際機場世界錦標 - (2) - 瑞士精神 (2012)、璧琉璃 (2020)

- 哥頓李察錦標（英语：Gordon Richards Stakes） - (2) - Colombian (2012)、雅大爺 (2023)

- 甜索利那錦標（英语：Sweet Solera Stakes） - (1) - 美麗前景 (2013)

- 漢普頓宮錦標（英语：Hampton Court Stakes） - (2) - Remote (2013)、鷹爪刀（英语：Hawkbill） (2016)

- 純種馬錦標（英语：Thoroughbred Stakes） - (1) - 心有所屬 (2014)

- 準則錦標（英语：Criterion Stakes） - (1) - 格雷之威 (2014)

- 雅琴錦標（英语：Acomb Stakes） - (1) - 荷式結緣 (2014)

- 頂尖錦標（英语：Pinnacle Stakes） - (1) - 青葡萄 (2014)

- 冬山錦標（英语：Winter Hill Stakes） - (1) - Racing History (2015)

- 亞西尼亞錦標（英语：Sirenia Stakes） - (1) - Rouleau (2015)

- 九月錦標（英语：September Stakes） - (1) - 木球能手 (2015)

- 卓威爾雌馬錦標（英语：Chartwell Fillies' Stakes） - (1) - 威震後宮 (2015)

- 秋季錦標（英语：Autumn Stakes (Great Britain)） - (6) - 天資驕人 (2015)、既成事實（英语：Ghaiyyath） (2017)、一統尊主 (2020)、奪標先驅（英语：Coroebus (horse)）  (2021)、銀山丘 (2022)、古智慧 (2023)

- 薩嘉羅錦標（英语：Sagaro Stakes） - (2) - 州立大學 (2015)、前度男友 (2019)

- 金柏蘭舍錦標（英语：Cumberland Lodge Stakes） - (1) - 晉升 (2016)

- 史德素錦標（英语：Strensall Stakes） - (1) - Scottish (2016)

- 澤西錦標（英语：Jersey Stakes） - (2) - 列卓斯特（英语：Ribchester (horse)） (2016)、聖諦 (2022)

- 英聯邦盃預賽錦標（英语：Pavilion Stakes） - (1) - 蔚藍海角（英语：Blue Point (horse)） (2017)

- 班高錦標（英语：Bengough Stakes） - (1) - 蔚藍海角（英语：Blue Point (horse)） (2017)

- 約翰親王錦標（英语：John of Gaunt Stakes） - (2) - 迪爾拜 (2018)、小鈔東尼 (2025)

- 卡拉芬錦標（英语：Craven Stakes） - (3) - 藍綠彩石（英语：Masar (horse)） (2018)、雄霸海上 (2021)、原野步道（英语：Native Trail） (2022)

- 哥頓錦標（英语：Gordon Stakes） - (2) - 還擊 (2018)、新倫敦 (2022)

- 妮爾基雲錦標（英语：Nell Gwyn Stakes） - (2) - Soliloquy (2018)、聲馳千里 (2022)

- 伊利沙伯公主錦標（英语：Princess Elizabeth Stakes） - (1) - 夏日戀情 (2020)

- 愛特蘭塔錦標（英语：Atalanta Stakes） - (1) - 女長官 (2020)

- 薩默維爾錦標（英语：Somerville Tattersall Stakes） - (2) - 赤灘舞曲 (2020)、現代遊戲（英语：Modern Games） (2021)

- 留存盃（英语：Legacy Cup） - (1) -  堅石 (2021)

- 皇宮錦標（英语：Palace House Stakes） -  (2) - 璧琉璃 (2021)、樂於助人 (2022)

- 橡樹錦標（英语：Oak Tree Stakes） - (1) - 定情一吻 (2022)

- 光榮錦標（英语：Glorious Stakes） - (1) - 創作力量 (2022)

- 威望錦標（英语：Prestige Stakes） - (1) - Fairy Cross (2022)

- 王權錦標（英语：Sceptre Stakes） - (1) - 躍動藍調 (2022)

- 自豪錦標（英语：Pride Stakes (Newmarket)） - (1) -  Creative Flair (2022)

- 思蘭錦標（英语：Zetland Stakes） - (1) - Flying Honours (2022)

- 英國短途錦標（英语：Sprint Stakes） - (1) - 公允公平 (2023)

- 干威利錦標 - (1) - 心懷好奇 (2023)

- 達利錦標 - (1) - 高地大道 (2023)

- 亨利二世錦標（英语：Henry II Stakes） - (1) - 漁人得利 (2025)

- 勝者雌馬錦標（英语：Conqueror Stakes） - (1) - 	Enforce (2008)

- 高多芬錦標（英语：Godolphin Stakes） - (4) - 珠寶世家 (2008)、Myplacelater (2010)、歌劇瑰寶 (2014)、醒驥 (2022)

- 阿基斯里錦標（英语：Achilles Stakes） - (1) - 希臘小鎮 (2009)

- 希倫錦標（英语：Heron Stakes） - (1) - Fallen Idol (2010)

- 海德錦標（英语：Hyde Stakes） - (1) - Riggins (2010)

- 車士達橡樹錦標（英语：Cheshire Oaks (horse race)） - (1) - Gertrude Bell (2010)

- 伊沙錦標（英语：Esher Stakes） - (3) - King Of Wands (2010)、Caucus (2013)、伊比爾族 (2023)

- 邱吉爾錦標（英语：Churchill Stakes） - (1) - 獵人之光 (2011)

- 三角帽錦標（英语：Cocked Hat Stakes） - (2) - 蒙面奇俠 (2011)、Michelangelo (2012)

- 沃爾弗頓錦標（英语：Wolferton Stakes） - (2) - Beachfire (2011)、 蓋特伍德 (2012)

- 木蘭錦標（英语：Magnolia Stakes） - (1) - Arctic Cosmos (2012)

- 雅森錦標（英语：Fred Archer Stakes） - (3) - Polygon (2012)、巴甜兒 (2016)、桀驁之戀 (2022)

- 歐洲自由讓賽（英语：European Free Handicap） - (2) - Telwaar (2012)、新科學 (2022)

- 加拿芬錦標（英语：Carnarvon Stakes） - (1) - 意國歌劇 (2013)

- 拉利錦標 - (1) - Aqlaam Vision (2013)

- 天堂錦標（英语：Paradise Stakes） - (2) - Fencing (2013)、百回夢 (2018)

- 士嘉堡錦標（英语：Scarbrough Stakes） - (2) - Justineo (2013)、樂於助人 (2021)

- 雌馬預賽錦標（英语：Fillies' Trial Stakes） - (2) - 永勝利 (2013)、Eternal Hope (2023)

- 卓斯咸錦標（英语：Chesham Stakes） - (1) - 女權律師 (2014)

- 遠飛錦標（英语：Barry Hills Further Flight Stakes） - (1) - 飛行中尉 (2014)

- 雌馬錦標（英语：Coral Distaff） - (1) - Belle D'or (2014)

- 潘德法城堡錦標（英语：Pontefract Castle Stakes） - (1) - Freedom's Light (2014)

- 女皇錦標（英语：Empress Stakes） - (3) - 勁節奏 (2014)、勁舞女星 (2017)、Star of Mystery (2023)

- 魏德禮錦標（英语：Pat Eddery Stakes） - (3) -  第六靈感 (2015)、新科學 (2021)、海霸主 (2022)

- 獵犬錦標（英语：Buckhounds Stakes） - (1) - 精英軍隊 (2016)

- 萊斯特郡錦標（英语：King Richard III Stakes） - (1) - Home Of The Brave (2016)

- 羅素錦標（英语：Rous Stakes） - (1) - Easy Road (2016)

- 雲裳錦標（英语：Height of Fashion Stakes） - (1) - Skiffle (2016)

- 新市場錦標（英语：Newmarket Stakes） - (4) - 鷹爪刀（英语：Hawkbill） (2016)、關鍵勝仗 (2018)、威國之榮（英语：Nations Pride） (2022)、進堡路 (2023)

- 基金錦標（英语：Foundation Stakes） - (2) - 空中獵人 (2016)、皇旗艦隊 (2022)

- 銀盃錦標（英语：Silver Tankard Stakes） - (2) - 迪爾拜 (2016)、本土天朝 (2022)

- 溫莎堡錦標（英语：Windsor Castle Stakes） - (1) - 旺中帶靜 (2017)

- 史雲頓錦標（英语：Steventon Stakes） - (1) - 不形於色 (2018)

- 施素爾爵士錦標（英语：Sir Henry Cecil Stakes） - (1) - 愛星河 (2020)

- 泛光錦標（英语：Floodlit Stakes） - (1) - 樂事利 (2020)

- 聯歡錦標（英语：Gala Stakes） - (1) - 賽車城 (2020)

- 馬紹爾錦標（英语：Ben Marshall Stakes） - (2) - 俄式前菜 (2020、2021)

- 龐弗里特錦標（英语：Pomfret Stakes） - (1) - Brunch (2021)

- 英皇查理斯二世錦標（英语：King Charles II Stakes） - (1) -  聖諦 (2022)

- 美寶莉錦標（英语：Pretty Polly Stakes (Great Britain)） - (1) - 伴月色 (2022)

- 玫瑰碗錦標（英语：Rose Bowl Stakes） - (1) - 豪堡 (2022)

- 嶺飛打吡預賽（英语：Lingfield Derby Trial） -  (1) - 軍令 (2023)

- 屈敬咸錦標（英语：Wokingham Stakes） - (1) - Dark Missile (2007)

- 短途讓賽（英语：Epsom Dash） - (1) - Holbeck Ghyll (2008)

- 劍橋郡錦標（英语：Cambridgeshire Handicap） - (1) - 青銅天使 (2012)

- 愛丁堡公爵錦標（英语：Duke of Edinburgh Stakes） - (2) - 金寶鎮 (2012)、稀有韻律 (2017)

- 三月錦標（英语：March Stakes） - (2) -  Forever Now (2014)、招財 (2022) * (賽事於2023年降格為平地讓賽)

- 活葛特錦標（英语：Woodcote Stakes） - (2) - 木偶 (2015)、蓬瀛志 (2022)

- 英皇佐治五世錦標（英语：King George V Stakes） - (2) - Space Age (2015)、神秘國度 (2022)

- 林肯讓賽（英语：Lincoln Handicap） - (1) - Secret Brief (2016)

- 皇家狩獵盃（英语：Royal Hunt Cup） - (1) - 夜視力 (2020)

- 雅士谷錦標（英语：Ascot Stakes） - (2) - 利升 (2021)、隱名驥 (2023)

- 亞歷珊卓皇后錦標（英语：Queen Alexandra Stakes） - (1) - 層層遞進 (2022)

 法國
- 莫尼大賽（英语：Prix Morny） - (1) - Dream Ahead (2010)

- 森林大賽（英语：Prix de la Forêt） - (3) - Dream Ahead (2011)、拜倫勳爵 (2012)、太空藍調（英语：Space Blues） (2021)

- 馬素爾大賽（英语：Prix Marcel Boussac） - (2) - 魔幻女郎 (2011)、駐軍遺跡 (2016)

- 尚羅曼尼大賽（英语：Prix Jean Romanet） - (1) - 意志高（英语：Izzi Top） (2012)

- 羅斯齊爾德大賽（英语：Prix Rothschild） - (3) - 魔幻女郎 (2012、2013)、嬌紅灘（英语：Saffron Beach） (2022)

- 傑克莫華大賽（英语：Prix Jacques Le Marois） - (1) - 列卓斯特（英语：Ribchester (horse)） (2016)

- 聖雅麗莉錦標（英语：Prix Saint-Alary） - (1) - 繁星布 (2017)

- 歌劇錦標（英语：Prix de l'Opéra） - (1) - 狂野幻象 (2018)

- 莊柏德大賽（英语：Prix Jean Prat） - (1) - 呂宋火山（英语：Pinatubo (horse)） (2020)

- 紀爾斯大賽（英语：Prix Maurice de Gheest） - (1) - 太空藍調（英语：Space Blues） (2020)

- 巴黎大賽（英语：Grand Prix de Paris） - (1) - 颶風萊茵（英语：Hurricane Lane (horse)） (2021)

- 法國二千堅尼（英语：Poule d'Essai des Poulains） - (1) - 現代遊戲（英语：Modern Games） (2022)

- 福伊錦標（英语：Prix Foy） - (1) - 鄧肯 (2010)

- 尚蒂伊大賽（英语：Grand Prix de Chantilly） - (1) - Aiken (2012)

- 沙特利咸大賽（英语：Prix de Sandringham） - (1) - Laugh Out Loud (2012)

- 尤金亞當錦標（英语：Prix Eugène Adam） - (1) -  西方讚歌 (2014)

- 卡爾瓦多斯大賽（英语：Prix du Calvados）- (1) - 情理之外 (2018)

- 多維爾大賽（英语：Grand Prix de Deauville） - (1) - 樂事利 (2018)

- 紹德奈錦標（英语：Prix Chaudenay） - (1) - Brundtland (2018)

- 夏葛特錦標（英语：Prix d'Harcourt） - (1) - 既成事實（英语：Ghaiyyath） (2019)

- 花拉錦標（英语：Prix de Flore (horse race)） - (1) - 意志高（英语：Izzi Top） (2011)

- 小蓋錦標（英语：Prix du Petit Couvert） - (1) - 波斯殿下 (2013)

- 米羅夫錦標（英语：Prix Minerve） - (2) - 碩果豐盈 (2013)、珍珠有恆 (2022)

- 羅魯錦標（英语：Prix de Reux） - (1) - 蓋特伍德(2014)

- 戴芙莉錦標（英语：Prix Daphnis） - (1) -  壯麗前路 (2018)

- 康特錦標（英语：Prix de Condé） - (1) - 執勤 (2018)

- 高諾伊錦標（英语：Prix Chloé） - (1) - Crown Walk (2018)

- 奧蘭治太子錦標（英语：Prix du Prince d'Orange） - (1) - 既成事實（英语：Ghaiyyath） (2018)

- 連斯錦標（英语：Prix du Lys） - (1) - 火山星球 (2020)

- 奧蘭傑斯錦標（英语：Prix de Ris-Orangis） - (1) - 御駕長征 (2020)

- 包添錦標 - (1) -  幻妙夜 (2022) [7]

- 阿夫爾錦標 - (1) - Wolf Country (2017) [8]

- 歐洲育馬基金準則錦標 - (1) - 慶來利 (2018)[9]

 愛爾蘭
- 愛爾蘭橡樹大賽（英语：Irish Oaks） - (1) - 美麗天空 (2012)

- 美寶莉錦標（英语：Pretty Polly Stakes (Ireland)） - (1) - 意志高（英语：Izzi Top） (2012)

- 愛爾蘭冠軍錦標（英语：Irish Champion Stakes） - (1) - 朦朧美態（英语：The Fugue） (2013)

- 愛爾蘭打吡大賽（英语：Irish Derby） - (2) - 木球能手 (2015)、颶風萊茵（英语：Hurricane Lane (horse)） (2021)

- 愛爾蘭國家錦標（英语：Vincent O'Brien National Stakes） - (3) - Quorto (2018)、呂宋火山（英语：Pinatubo (horse)） (2019)、原野步道（英语：Native Trail） (2021)

- 愛爾蘭二千堅尼（英语：Irish 2,000 Guineas） - (1) - 原野步道（英语：Native Trail） (2022)

- 格陵蘭錦標（英语：Greenlands Stakes） - (1) - 	簡要畢哥 (2022)

- 奧雲斯鎮育馬場錦標（英语：Owenstown Stud Stakes） - (1) - Anamba (2016)

 德國
- 巴登大賽（英语：Grosser Preis von Baden） - (1) - 既成事實（英语：Ghaiyyath）(2019)

- 巴伐利亞大賽（英语：Bayerisches Zuchtrennen） - (2) - 吵鬧不休（英语：Barney Roy） (2020)、威國之榮（英语：Nations Pride） (2023)

- 歐洲大賽（英语：Preis von Europa） - (1) - 桀驁之戀（英语：Rebel's Romance） (2022)

- 艾根錦標（英语：Oettingen-Rennen） - (1) - 釀酒農夫 (2019)

 意大利
- 米蘭大賽（英语：Gran Premio di Milano） -  (1) - Earl of Tinsdal (2012)

 美國
- 雅靈頓百萬金大賽（英语：Arlington Million） - (1) - 音樂大師（英语：Debussy (horse)） (2010)

- 育馬者盃雌馬草地大賽（英语：Breeders' Cup Filly & Mare Turf） - (1) - 駐軍遺跡 (2017)

- 育馬者盃兩歲馬草地大賽 - (2) - 執勤 (2018)、現代遊戲（英语：Modern Games） (2021)

- 育馬者盃草地大賽 - (2) - 伊比爾族 (2021)、桀驁之戀（英语：Rebel's Romance） (2024)

- 育馬者盃一哩大賽 - (2) - 太空藍調（英语：Space Blues） (2021)、現代遊戲（英语：Modern Games） (2022)

- 沙拉托加打吡邀請錦標（英语：Saratoga Derby Invitational Stakes） - (1) - 威國之榮（英语：Nations Pride） (2022)

- 育馬者盃兩歲馬草地短途大賽（英语：Breeders' Cup Juvenile Turf Sprint） - (1) - 頑皮幻術 (2022)

- 貝蒙園金盃錦標（英语：Belmont Gold Cup Stakes） - (1) - 醒驥 (2023)

- 沙拉托加橡樹邀請錦標（英语：Saratoga Oaks Invitational Stakes） - (1) - 伴月色 (2022)

 加拿大
- 戴萊錦標（英语：E. P. Taylor Stakes） -  (1) - 立起來 (2009)

- 夏日錦標（英语：Summer Stakes (Canada)） - (1）- 幻妙夜 (2022)

- 活拜一哩錦標（英语：Woodbine Mile） - (1）- 現代遊戲（英语：Modern Games） (2022)

 阿聯酋
- 杜拜司馬經典賽 - (5) - 多利美 (2010)、木球能手 (2017)、鷹爪刀（英语：Hawkbill） (2018)、老波斯（英语：Old Persian (horse)）(2019)、桀驁之戀（英语：Rebel's Romance） (2024)

- 傑貝哈特錦標 - (4) - 詩詞歌賦 (2013)、密會之期 (2016)、吵鬧不休（英语：Barney Roy） (2020)、量時度力 (2024)

- 杜拜世界盃 - (1) - 樞機主教 (2015)

- 阿喬斯短途錦標 -  (2) - 蔚藍海角（英语：Blue Point (horse)） (2019)、堅信 (2025)

- 沙鏢一哩賽（英语：Zabeel Mile） - (5) - 安全檢查 (2015、2016)、巫術 (2019)、迪爾拜 (2021)、雄霸海上 (2023)

- 奧費希迪堡錦標（英语：Al Fahidi Fort (horse race)） - (3) -  安全檢查 (2015、2016)、海金冠 (2022)

- 麥通次輪挑戰賽（英语：Al Maktoum Challenge, Round 2） - (2) - 霜降 (2016)、強版查理 (2022)

- 杜拜黃金之都錦標（英语：Dubai City of Gold） - (5) - 鷹爪刀（英语：Hawkbill） (2018)、老波斯（英语：Old Persian (horse)） (2019)、禾噸街 (2021)、寰宇颶風 (2023)、銀山丘 (2025)

- 杜拜金盃 - (1) - 還擊 (2019)

- 蔚藍海角短途錦標（英语：Meydan Sprint） - (2) - 蔚藍海角（英语：Blue Point (horse)） (2019)、璧琉璃 (2022)

- 百利錢錦標（英语：Balanchine (horse race)） - (4) - Poetic Charm (2019)、夏水仙 (2020)、Creative Flair (2022)、伴月色 (2023)

- 域斯迪雅錦標（英语：Al Rashidiya (horse race)） - (3) - 吵鬧不休（英语：Barney Roy） (2020)、俄式前菜 (2021)、量時度力 (2024)

- 阿聯酋打吡 - (1) - 桀驁之戀（英语：Rebel's Romance） (2021)

- 維迪角錦標（英语：Cape Verdi (horse race)） - (1) - 伴月色 (2023)

- 談唱劇錦標（英语：Singspiel Stakes (Dubai)） - (1) - 威國之榮 (2025)

- 防火線錦標（英语：Firebreak Stakes） - (1) - 火藥味 (2016)

- 杜拜千禧錦標（英语：Dubai Millennium Stakes）- (5) - 密會之期 (2016)、眾木成林 (2018)、既成事實（英语：Ghaiyyath） (2020)、星球遊獵 (2021)、威國之榮（英语：Nations Pride） (2023)

- 詩栢草地短途賽 - (4) - 叢林貓 (2017、2018)、蔚藍海角（英语：Blue Point (horse)） (2019)、鵬程 (2022) [10] [11] [12] [13]

- 杜拜威錦標（英语：Dubawi Stakes）  - (1) - 幽默家 (2018)

- 詩栢錦標（英语：Nad Al Sheba Trophy） - (4) - 稀有韻律 (2018)、垂簾顧問 (2020)、菲國族群 (2022)、醒驥 (2023)

- 阿聯酋二千堅尼（英语：UAE 2000 Guineas） - (3) - 金巿鎮 (2018)、Fore Left (2020)、Tall Boy (2023)

- 阿聯酋橡樹大賽（英语：UAE Oaks）  - (1) - 大同仙境 (2019)

- 國慶日盃 - (1) - Jaasoos (2009) [14]

- 機靈駿馬錦標 - (1) - 簡約法則 (2020) [15]

- 拉斯奧科爾錦標 - (1) -  愛星河 (2023) [16]

 香港
- 女皇盃 - (1) - 巴基之星 (2018)

- 香港冠軍暨遮打盃 - (1) - 桀驁之戀（英语：Rebel's Romance） (2024)

 日本
- 一哩冠軍賽 - (1) - 絕嶺之峽 (2018)

- 阪神盃 - (1) - 實際影響 (2014)

- 京都兩歲馬錦標（日语：京都2歳ステークス） - (1) - 決勝周回 (2014)

- 長途錦標 - (1) - Mondo Intero (2019)

- 每日盃皇后盃 - (1) - 浮世之風 (2013)

- 雅靈頓盃 - (1) -  李察先生 (2013)

- 精靈錦標 - (1) - Tosen Soleil (2013)

- 風信子錦標 - (1) - Charlie Brave (2013) [17]

- 首都錦標 - (1) - Dover (2019)

 澳洲
- 阿積斯錦標（英语：Ajax Stakes） - (1) - 有點兒 (2017)

- 柏高錦標（英语：Pago Pago Stakes） - (1) - 末代君王 (2015)

- 維省女皇伊利沙伯錦標（英语：Queen Elizabeth Stakes (VRC)） - (1) - Francis of Assisi (2016)

- 理想錦標 - (1) - 	聖誕樹 (2018) [18]

 沙地阿拉伯
- 1351米草地短途錦標 - (1) - 太空藍調（英语：Space Blues） (2021) [19]

- 利雅德泥地短途錦標 - (1) - 活蹦雀躍 (2021) [20]

 卡塔爾
- 酋長錦標 - (1) - 桀驁之戀（英语：Rebel's Romance） (2024、2025)

## 成就
- 英國冠軍見習騎師（英语：British flat racing Champion Apprentice） - (1) - (2008年)
- 英國冠軍騎師（英语：British flat racing Champion Jockey） - (1) - (2022年)

## 在港策騎資料
|                      | 日期           | 賽事                                    | 場地 | 馬場     | 馬名     | 練馬師 | 名次 | 獨贏賠率 |
| -------------------- | -------------- | --------------------------------------- | ---- | -------- | -------- | ------ | ---- | -------- |
| 初出賽               | 2008年12月14日 | 一級賽 - 2400米（香港瓶）               | 草地 | 沙田馬場 | 珠寶世家 | 包義定 | 6    | 23       |
| 首勝利               | 2018年4月29日  | 一級賽 - 2000米（女皇盃）               | 草地 | 沙田馬場 | 巴基之星 | 告東尼 | 1    | 4.8      |
| 級際賽初出賽         | 2008年12月14日 | 一級賽 - 2400米（香港瓶）               | 草地 | 沙田馬場 | 珠寶世家 | 包義定 | 6    | 23       |
| 級際賽首勝利         | 2018年4月29日  | 一級賽 - 2000米（女皇盃）               | 草地 | 沙田馬場 | 巴基之星 | 告東尼 | 1    | 4.8      |
| 一級賽初出賽         | 2008年12月14日 | 一級賽 - 2400米（香港瓶）               | 草地 | 沙田馬場 | 珠寶世家 | 包義定 | 6    | 23       |
| 一級賽初勝利         | 2018年4月29日  | 一級賽 - 2000米（女皇盃）               | 草地 | 沙田馬場 | 巴基之星 | 告東尼 | 1    | 4.8      |
| 四歲系列經典賽初出賽 | 2024年3月24日  | 四歲系列經典賽 - 2000米（香港打吡大賽） | 草地 | 沙田馬場 | 禪勝輝煌 | 呂健威 | 6    | 11       |
| 四歲系列經典賽首勝利 | —              | —                                       | —    | —        | —        | —      | —    | —        |